# Сімпсони (сезон 20)
Двадцятий сезон мультсеріалу «Сімпсони» виходив у США з 28 вересня 2008 року до 17 травня 2009 року на телеканалі «Fox».

## Список серій
| № серії (загалом) | № серії (в сезоні) | Назва серії                                                                  | Режисер(и)     | Сценарист(и)                     | Оригінальна дата показу | Код серії | Глядачів в США (млн) |
| --- | ------------------ | ---------------------------------------------------------------------------- | -------------- | -------------------------------- | ----------------------- | --------- | -------------------- |
| 421 | 1                  | «Sex, Pies and Idiot Scrapes» «Секс, пироги і дурощі»                        | Ленс Крамер    | Кевін Карен                      | 28 вересня 2008         | KABF17    | 9.30                 |
| Гомера відправляють до в'язниці за бешкет у день святого Патрика, і його виручає Лакі Джим, керівник служби мисливців за головами. Він вирішує спробувати власні сили у цій справі і об'єднується з Недом Фландерсом. Тим часом Мардж починає працювати в еротичній пекарні. Запрошені зірки: Джо Мантенья в ролі Жирного Тоні, Джулія Луї-Дрейфус в ролі Ґлорії, Сет Роген, Роберт Форстер в ролі Лакі Джима |                    |                                                                              |                |                                  |                         |           |                      |
| 422 | 2                  | «Lost Verizon» «Втрачений мобільник «Verizon»»                               | Реймонд Персі  | Джон Фрінк                       | 5 жовтня 2008           | KABF15    | 7.43                 |
| Барт знаходить мобільний телефон (схожий на Verizon Wireless LG Chocolate Phone), який, як виявилося, належить Денісу Лірі. Дізнавшись про це, Барт використовує телефон задля жартів. Мардж знаходить телефон і повідомляє про це його власника. Деніс Лірі пропонує Мардж підключити GPS-приймач у телефоні, але Барт знаходить приймач і прив'язує його до птаха, після чого уся родина переслідує Барта, та їх переслідування закінчується у Мачу-Пікчу… Запрошені зірки: Деніс Лірі та Брайян Ґрейзер в ролі самих себе |                    |                                                                              |                |                                  |                         |           |                      |
| 423 | 3                  | «Double, Double, Boy in Trouble» «Двічі, дві, хлопчачі біди»                 | Ненсі Круз     | Білл Оденкерк                    | 19 жовтня 2008          | KABF14    | 8.09                 |
| Барт зустрічає Саймона Вустерфільда, свого точного двійника, який є членом найбагатшої родини у Спрінґфілді. Саймон і Барт вирішують помінятися місцями, хоча Барт розуміє, що його нова рідня готує його смерть, щоб успадкувати обширне родинне багатство. Запрошені зірки: Джо Монтана в ролі самого себе |                    |                                                                              |                |                                  |                         |           |                      |
| 424 | 4                  | «Treehouse of Horror XIX» «Будиночок з жахом на дереві XIX»                  | Боб Андерсон   | Метт Ворбертон                   | 2 листопада 2008        | KABF16    | 12.48                |
| «Untitled Robot Parody» (укр. «Безіменна пародія на роботів») — Пародія на фільм «Трансформери». Барт купує Лісі подарунок на Різдво у магазині «Все за 99 центів». Однак подарунок виявляється трансформером. Коли Автоботи і Десептикони перенесли свій конфлікт у Спрінґфілд, Мардж просить їх припинити війну. Роботи вирішують об’єднатися для підкорення Землі. «How to Get Ahead in Dead-Vertising» (укр. «Як досягти успіху у постсмертній рекламі») — Гомер абсолютно випадково вбиває Красті, і, оскільки мертвим знаменитостям не потрібно платити за рекламу, його наймають вбивцею знаменитостей. «It's the Grand Pumpkin, Milhouse» (укр. «Це великий Гарбуз, Мілгаус») — Пародія на мультсеріал «Це великий Гарбуз, Чарлі Браун». Завдяки «дитячій вірі» Мілгауса оживає Великий Гарбуз і, бачачи, як поводяться з його родичами, починає поїдати всіх. |                    |                                                                              |                |                                  |                         |           |                      |
| 425 | 5                  | «Dangerous Curves» «Небезпечні криві»                                        | Метью Фонан    | Біллі Кімбол та Ієн Макстон-Ґрем | 9 листопада 2008        | KABF18    | 8.16                 |
| Гомер і Мардж з дітьми приїхали до старої лісової хатки, де дорослі згадують перші роки після одруження. Запрошені зірки: Моріс Ламарш в ролі Сема з Тоскани, персонажа відеогри Барта |                    |                                                                              |                |                                  |                         |           |                      |
| 426 | 6                  | «Homer and Lisa exchange Cross Words» «Гомер і Ліса обмінюються кросвордами» | Ненсі Круз     | Тім Лонг                         | 16 листопада 2008       | KABF19    | 8.52                 |
| Ліса виявляє в собі талант розгадування кросвордів, а Гомер відкриває для себе світ підпільних ставок, ставлячи в фіналі чемпіонату ставку, отриману за розбивання романтичних взаємин, проти Ліси. Однак, у фіналі дівчинка програє, а Гомер поставивши гроші проти доньки — навпаки. Згодом Ліса дізнається про це… Запрошені зірки: Вілл Шортс і Мерл Ріґл в ролі самих себе |                    |                                                                              |                |                                  |                         |           |                      |
| 427 | 7                  | «Mypods and Boomstick» «Майподи та динаміт»                                  | Стівен Дін Мур | Марк Уілмор                      | 30 листопада 2008       | KABF20    | 7.80                 |
| Барт подружився з мусульманским хлопчиком на ім’я Башир. Однак, Гомер підозрює, що його батьки готують теракт. Він намагається попередити Спрінґфілд про небезпеку. Тим часом Ліса отримує «Mypod» і стає залежною від завантаження пісень з нього. Запрошені зірки: Шохре Агдашлу в ролі Міни, матері Башира |                    |                                                                              |                |                                  |                         |           |                      |
| 428 | 8                  | «The Burns and The Bees» «Бернс і бджоли»                                    | Марк Кіркланд  | Стефані Гілліс                   | 7 грудня 2008           | KABF21    | 6.19                 |
| Містер Бернс виграє баскетбольну команду в покер. Після спостереження за витівками мільйонера-кубинця Маркі Борнса, Бернс намагається сам «дуркувати» як Маркі, щоб підкорити спрінгфілдських фанів баскетболу. У старого нічого не виходить, тоді він будує новий стадіон, який починає заважати останньому бджолиному рою у Спрінґфілді, яким опікується Ліса. Дівчинка намагається бойкотувати будівництво. Запрошені зірки: Марк Кубан, Джефф Безос і Марв Альберт в ролі самих себе |                    |                                                                              |                |                                  |                         |           |                      |
| 429 | 9                  | «Lisa the Drama Queen» «Ліса — королева драми»                               | Метью Настюк   | Браян Келлі                      | 25 січня 2009           | KABF22    | 5.75                 |
| Ліса знаходить нову подругу – інтелігентну й духовно розвинуту Джульєту. Разом дівчата створюють власне уявне королівство і втікають з дому. Однак, рано чи пізно дівчата повинні повернутися до реальності… Запрошені зірки: Емілі Блант в ролі Джульєти, Fall Out Boy — виконавці пісні в кінцевих титрах Примітка: це остання серія у форматі SD. |                    |                                                                              |                |                                  |                         |           |                      |
| 430 | 10                 | «Take My Life, Please» «Візьми моє життя, будь ласка»                        | Стівен Дін Мур | Дон Пейн                         | 15 лютого 2009          | LABF01    | 6.82                 |
| До Спрінґфілда повертається успішний Венс Коннор, і Гомер згадує про те, як у старшій школі він виставляв свою кандидатуру проти Венса на пост президента класу і програв. Кухар в ресторані Луїджі, за допомогою свого магічного томатного соусу, допомагає Гомеру побачити, як би склалося його життя, якби він виграв ті вибори… Примітка: це перша серія у форматі HD (720p). |                    |                                                                              |                |                                  |                         |           |                      |
| 431 | 11                 | «How the Test Was Won» «Як був пройдений тест»                               | Ленс Крамер    | Майкл Прайс                      | 1 березня 2009          | LABF02    | 6.52                 |
| Барт ідеально проходить пробне шкільне тестування. В результаті, він звільняється від «справжніх» іспитів і летить на вертольоті на вечірку з піцою. Шокована тим, що Барт здав тест краще неї, Ліса дуже боїться провалити свій іспит. Барт і решта запрошених на «вечірку» ж розуміють, що все не так просто, як здавалося на перший погляд… Тим часом Гомер запізнюється з виплатою страхового внеску і йому доводиться посилено остерігатись від нещасних випадків. |                    |                                                                              |                |                                  |                         |           |                      |
| 432 | 12                 | «No Loan Again, Naturally» «Більше жодних кредитчиків»                       | Марк Кіркланд  | Джефф Вестбрук                   | 8 березня 2009          | LABF03    | 5.99                 |
| Коли Гомер витрачає всі сімейні фінанси на екстравагантне свято, Сімпсони змушені здати свій будинок як заставу. Однак, на аукціоні, будинок викуповує Нед, який згодом пошкодував про свої нових «пожильців»… Запрошені зірки: Моріс Ламарш в ролі Дуайта Ейзенхауера |                    |                                                                              |                |                                  |                         |           |                      |
| 433 | 13                 | «Gone Maggie Gone» «Бувай, Меґґі, бувай»                                     | Кріс Клементс  | Біллі Кімбол та Ієн Макстон-Ґрем | 15 березня 2009         | LABF04    | 5.99                 |
| Гомер залишає Меґґі на порозі монастиря. Рятуючи її Ліса викликає ланцюжок подій, що стосуються масонів та полювання на рідкісний діамант… Тим часом Мардж засліпив перегляд сонячного затемнення і Гомер намагається приховати зникнення Меґґі. Запрошені зірки: Ед Беглі молодший в ролі самого себе |                    |                                                                              |                |                                  |                         |           |                      |
| 434 | 14                 | «In the Name of the Grandfather» «В ім’я Діда»                               | Ральф Соса     | Метт Маршалл                     | 22 березня 2009         | LABF11    | 6.15                 |
| Щоб спокутувати свою провину перед своїм батьком, Гомер везе його до Ірландії, в місто Данкілдеррі. Там Ейб мріє відвідати паб О’Фланагана, який запам’ятався йому найкращим місцем з тих, де він коли-небудь бував. Однак, приїхавши туди, вони бачать вже не те химерне ірландське село, що запам’яталася колись йому. Запрошені зірки: Колм Мейні в ролі Тома О'Фланагана, Глен Хансард в ролі вуличного музиканта, Маркета Ірглова в ролі східноєвропейської жінки |                    |                                                                              |                |                                  |                         |           |                      |
| 435 | 15                 | «Wedding for Disaster» «Весільна катастрофа»                                 | Чак Шітс       | Джоел Коен                       | 29 березня 2009         | LABF05    | 6.58                 |
| Гомер і Мардж з’ясовують, що їхній шлюб є недійсним, так як отець Лавджой під час їхнього весілля не мав ліцензії. Гомер просить Мардж знову вийти за нього заміж, і вона, звичайно, погоджується. Однак, у день весілля Гомер кудись таємничим чином зникає. Барт і Ліса вирішують провести власне розслідування. Тим часом Гомер виявляє себе прикутим ланцюгом до труби в темній кімнаті… Запрошені зірки: Келсі Греммер в ролі Другого Номера Боба |                    |                                                                              |                |                                  |                         |           |                      |
| 436 | 16                 | «Eeny Teeny Maya Moe» «Іні Тіні Майя Мо»                                     | Ненсі Круз     | Джон Фрінк                       | 5 квітня 2009           | LABF06    | 6.50                 |
| Намагаючись проводити більше часу з Меґґі, Гомер бере її з собою до Мо. У таверні Мо розповідає про своє нове кохання – жінку на ім’я Майя, з якою він познайомився в Інтернеті. Коли Мо і Майя, нарешті, вирішують зустрітися, то він дізнається, що вона така ж гарна, як і на фото, ось тільки вона ростом менше метра. Хоч, Мо, як і раніше, закоханий у неї, але він дуже турбується про те, що будуть думати його друзі. |                    |                                                                              |                |                                  |                         |           |                      |
| 437 | 17                 | «The Good, the Sad and the Drugly» «Хороший, сумний і наркотичий»            | Роб Олівер     | Марк Уілмор                      | 19 квітня 2009          | LABF07    | 6.50                 |
| Барт виправляє свій характер, щоб справити враження на симпатичну п’ятикласницю на ім’я Дженні і зовсім забуває про Мілгауса, який відсторонений від занять в школі і знаходиться тепер під домашнім арештом. Тим часом Ліса робить доповідь про майбутнє Спрінґфілда і впадає в депресію. Мардж веде її до лікаря, який прописує дівчинці антидепресанти. Запрошені зірки: Енн Гетевей в ролі Дженні |                    |                                                                              |                |                                  |                         |           |                      |
| 438 | 18                 | «Father Knows Worst» «Батько знає гірше»                                     | Метью Настюк   | Роб Лазебник                     | 26 квітня 2009          | LABF08    | 5.94                 |
| Гомер, в свою чергу, намагається контролювати процес виховання дітей за допомогою методу «батька-вертольота». Йому доводиться одночасно допомагати Барту будувати з дерева модель для шкільної виставки і давати поради Лісі, як подружитися з однокласницями. Тим часом Мардж виявляє сауну у підвалі. |                    |                                                                              |                |                                  |                         |           |                      |
| 439 | 19                 | «Waverly Hills 9-0-2-1-D’oh» «Вейверлі Хіллс 9-0-2-1 Д’оу»                   | Майкл Полчіно  | Дж. Стюарт Бернс                 | 3 травня 2009           | LABF10    | 6.75                 |
| Коли Мардж дізнається, що Спрингфілдська початкова школа є найгіршою в штаті, вони з Гомером вирішують знімати квартиру в престижному районі Вейверлі-Хіллс, щоб діти могли вчитися в хорошій школі. Барт справляє враження на нових однокласників і навіть намагається допомогти Лісі знайти популярність в новому середовищі, розповівши всім, що вона найкраща подруга відомої поп-зірки на ім’я Аляска Небраска. Запрошені зірки: Елліот Пейдж в ролі Аляски Небраски, Моріс Ламарш в ролі інспектора |                    |                                                                              |                |                                  |                         |           |                      |
| 440 | 20                 | «Four Great Women and a Manicure» «Чотири великі жінки і манікюр»            | Реймонд Персі  | Валентина Гарза                  | 10 травня 2009          | LABF09    | 5.16                 |
| Мардж і Ліса відвідують салон манікюру, де беруть участь у дискусії на тему: «Чи може жінка бути розумною, сильною і красивою одночасно». Вони розповідають історії одна одній: - про королеву Єлизавету I (Сельму), яка шукала чоловіка; - про Білосніжку (Лісу), що зустрічає 7 гномів і яку переслідує зла мачуха; - про Мардж, яка виконує роль леді Макбет… перучи костюми у місцевому театрі; - про Меґґі — в ролі персонажа з «Джерела» у центрі розвитку дітей. Запрошені зірки: Джоді Фостер в ролі Меґґі |                    |                                                                              |                |                                  |                         |           |                      |
| 441 | 21                 | «Coming to Homerica» «Поїздка до Гомерики»                                   | Стівен Дін Мур | Брендан Хей                      | 17 травня 2009          | LABF12    | 5.86                 |
| Коли в сусідньому місті Оґденвіль звалилася економіка (не без «допомоги» Красті-бургерів), натовпи безробітних повалили звідти у Спрінґфілд. Мер Квімбі був змушений закрити кордони міста, для чого закликав на допомогу населення протидіяти мігрантам. Гомер очолив прикордонну патрульну групу. |                    |                                                                              |                |                                  |                         |           |                      |

## Показ в Україні
В Україні прем'єра сезону відбулася 17 травня 2011 року на телеканалі «2+2» о 20:50.
| №   | Назва серії                         | Показ в Україні |
| 421 | Sex, Pies and Idiot Scrapes         | 17 травня 2011  |
| 422 | Lost Verizon                        | 18 травня 2011  |
| 423 | Double, Double, Boy in Trouble      | 17 травня 2011  |
| 424 | Treehouse of Horror XIX             | 19 травня 2011  |
| 425 | Dangerous Curves                    | 18 травня 2011  |
| 426 | Homer and Lisa exchange Cross Words | 19 травня 2011  |
| 427 | Mypods and Boomstick                | 20 травня 2011  |
| 428 | The Burns and The Bees              | 20 травня 2011  |
| 429 | Lisa the Drama Queen                | 23 травня 2011  |
| 430 | Take My Life, Please                | 24 травня 2011  |
| 431 | How the Test Was Won                | 25 травня 2011  |
| 432 | No Loan Again, Naturally            | 25 травня 2011  |
| 433 | Gone Maggie Gone                    | 26 травня 2011  |
| 434 | In the Name of the Grandfather      | 17 червня 2011  |
| 435 | Wedding for Disaster                | 27 травня 2011  |
| 436 | Eeny Teeny Maya Moe                 | 27 травня 2011  |
| 437 | The Good, the Sad and the Drugly    | 15 червня 2011  |
| 438 | Father Knows Worst                  | 15 червня 2011  |
| 439 | Waverly Hills 9-0-2-1-D'oh          | 9 червня 2011   |
| 440 | Four Great Women and a Manicure     | 8 червня 2011   |
| 441 | Coming to Homerica                  | 17 червня 2011  |
| --- | ----------------------------------- | --------------- |